# 1889 Pakhmutova
1889 Pakhmutova è un asteroide della fascia principale del diametro medio di circa 33,53 km. Scoperto nel 1968, presenta un'orbita caratterizzata da un semiasse maggiore pari a 3,0934697 UA e da un'eccentricità di 0,1059542, inclinata di 13,21920° rispetto all'eclittica.
Prende il nome dalla compositrice sovietica Aleksandra Pachmutova.